# Sándor Radó (Psychoanalytiker)

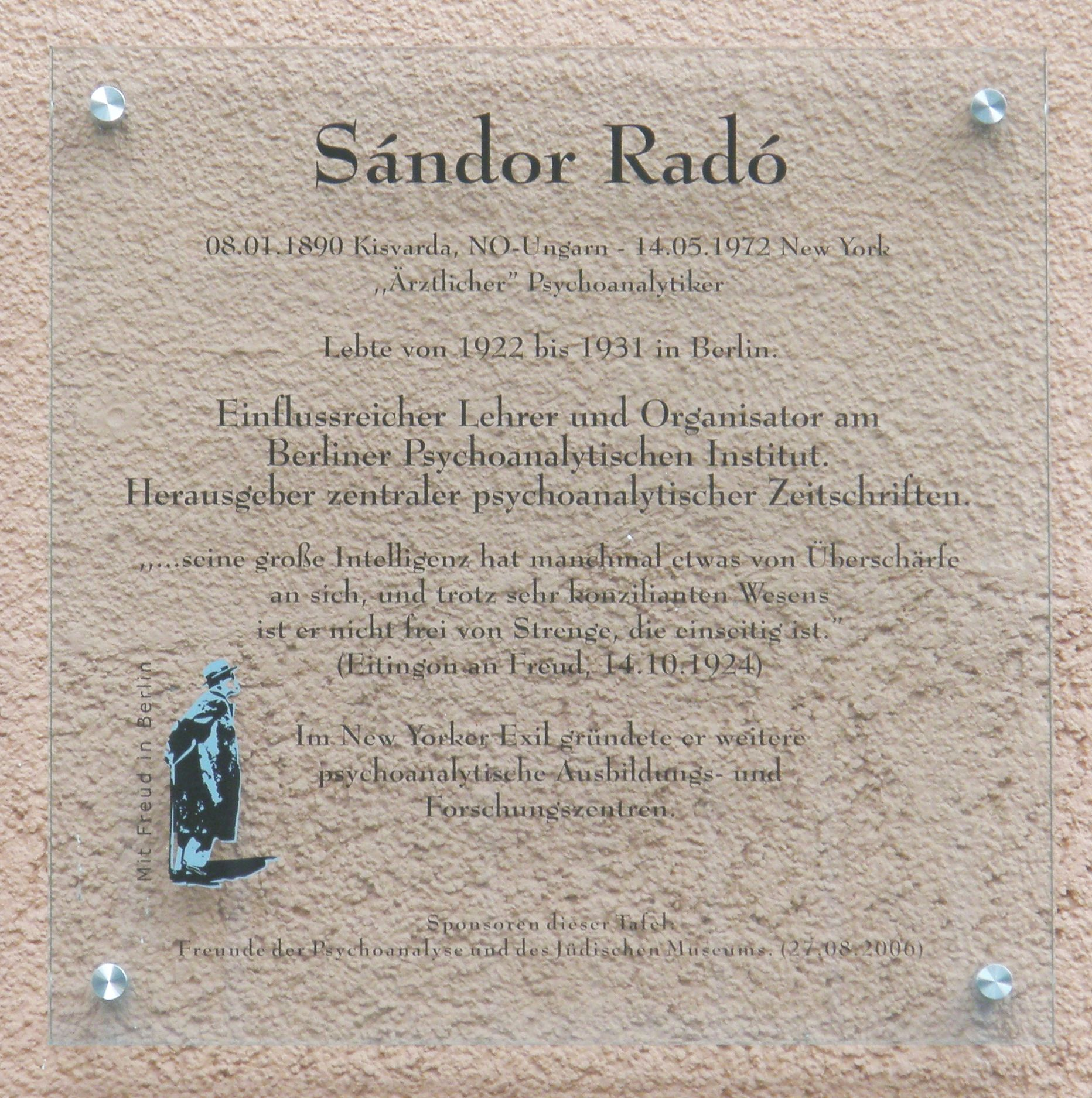
Gedenktafel für Sándor Radó in der Ilmenauer Straße 2 in Berlin (aus der Reihe Mit Freud in Berlin)

Sándor Radó (* 8. Januar 1890 in Kisvárda, Österreich-Ungarn; † 14. Mai 1972 in New York) war ein ungarischer Arzt und Psychoanalytiker.

## Leben und Arbeit
Radó zeigte schon als Gymnasiast ein starkes Interesse an den Naturwissenschaften. Gegen den Wunsch seines Vaters entschied er sich für ein Studium der Medizin in Berlin. Während seines regulären Studiums legte er ein Wanderjahr ein und studierte Philosophie in Bonn und Wien. Den Dr. med. erhielt er 1915 in Budapest. Schon früh interessierte sich Radó für die damals noch junge Psychoanalyse und wurde in der Ungarischen Psychoanalytischen Gesellschaft aktiv. 1913 hörte er in Wien einen Vortrag von Sigmund Freud. Dessen Ideen beeindruckten ihn so stark, dass es in den nächsten fünfzehn Jahren zu einer engen Zusammenarbeit kam. Rado war zeitweilig Redakteur des Organs Internationale Zeitschrift für Psychoanalyse. Im Jahr 1919 heiratete Radó die Budapester Psychoanalytikerin Erzsébet Radó-Révész. Während der Ungarischen Räterepublik im Frühling 1919 konnte Radó erreichen, dass Sándor Ferenczi als Universitätsprofessor unter Béla Kun berufen wurde.
Radó lebte von 1922 bis 1931 in Berlin und wurde einflussreicher Lehrer und Organisator am Berliner Psychoanalytischen Institut, das Karl Abraham 1922 gegründet hatte und wo unter anderen Marie Kalau vom Hofe bei ihm ihre Lehranalyse machte. Auf persönlichen Wunsch Freuds ging Radó 1931 nach New York. Dort wandte er sich von Freuds Libidotheorie ab und vertrat eine Ich-Psychologie mit stark naturwissenschaftlicher Ausrichtung. 1941 wurde er seiner Position als Direktor des New Yorker Psychoanalytischen Instituts enthoben. Von 1944 bis zu seiner Pensionierung 1955 war er Direktor am Institut für Psychiatrie an der Columbia University.

## Schriften (Auswahl)
- The psychoanalysis of pharmacothymia (drug addiction), in: Psychoanalytic Quarterly, Bd. 2 (1933), S. 1–23; Nachdruck in: Journal of substance abuse treatment, Bd. 1 (1984), H. 1, S. 59–68, doi:10.1016/0740-5472(84)90054-0.
- Die Kastrationsangst des Weibes, Wien: Internationaler Psychoanalytischer Verlag, 1934.
- Adaptational psychodynamics. Motivation and control, hrsg. von Jean Jameson und Henriette Klein, New York: Science House, 1969.